# Пазяк Ольга Михайлівна

Ольга Пазяк

О́льга Миха́йлівна Пазя́к (народилася 26 липня 1931 в селі Бересняги Канівського р-ну Київської, тепер Черкаської області — 3 серпня 2004) — український науковець-мовознавець, педагог, кандидат філологічних наук. Дослідниця діалектів України, фонетики української літературної мови, фразеології, зокрема фразеології у мові ЗМІ, термінології, лексики.

## Життєпис
Закінчила в 1952 Канівське педагогічне училище, в 1957 українське відділення філологічного факультету, в 1962 аспірантуру кафедри української мови Київського університету. Навчалася в учених-мовознавців, професорів П. П. Плюща, В. І. Масальського, Ф. Т. Жилка, А. О. Білецького, І. К. Кучеренка, Н. І. Тоцької, А. П. Коваль.
Працювала 1952—1959 вчителькою української мови та літератури в середніх школах Канівського району Київської області.
Під час навчання в аспірантурі у Київському університеті там же працювала викладачем кафедри української мови; науковим співробітником лабораторії експериментальної фонетики філологічного факультету (з 1964); викладачем (з 1972), доцентом (з 1974—2000) кафедри стилістики факультету журналістики.
Кандидатську дисертацію захистила за темою «Назви сільськогосподарських знарядь в українській мові» (1969).
Удосконалювала методику викладання сучасної української літературної мови та методику самостійної роботи студентів.
Разом із професором А. І. Мамалигою ініціювала міжнародну науково-практичну конференцію з проблем функціонування і розвитку української мови «Мова. Суспільство. Журналістика», яка щорічно проводиться з 1994 року в Інституті журналістики Київського національного університету імені Тараса Шевченка на базі кафедри мови та стилістики.
У 2000—2004 доцент кафедри журналістики, видавничої справи та редагування ВМУРоЛ «Україна».

## Громадська діяльність
На громадських засадах керувала науковою роботою студентів на факультеті журналістики (1974—1984).
Організовувала й проводила власним коштом «Пазяківські читання», на яких науковцями та студентами порушувалися актуальні питання української мови.

## Праці
Автор понад 50 наукових праць. Основні праці:
1. Сучасна українська мова. К., 2000, 2001 (у співавт.);
2. Практикум з української мови, Вид. 4-е. К., 2001 (у співавт.);
3. Українська мова і культура мовлення. К., 1995 (у співавт.).

## Відзнаки
Відмінник народної освіти. Неодноразово нагороджувалася преміями і почесними грамотами Київського університету.